# Global City Square
El Global City Square es un rascacielos ubicado en la ciudad china de Cantón. El edificio fue propuesto en 2009, y su construcción comenzó en 2011, siendo terminado en el año 2016. Con una altura de 319 metros es el quinto rascacielos más alto de la ciudad, después del Chow Tai Fook Centre, el Guangzhou International Finance Center, el CITIC Plaza y The Pinnacle. El edificio tiene 67 pisos destinados a oficinas.